# Eupogonius subnudus
Eupogonius subnudus es una especie de escarabajo longicornio del género Eupogonius, tribu Desmiphorini, subfamilia Lamiinae. Fue descrita científicamente por Bates en 1885.

## Descripción
Mide 5-7,4 milímetros de longitud.

## Distribución
Se distribuye por Guatemala y México.